# Фінал кубка Німеччини з футболу 1964
Фінал Кубка Німеччини з футболу 1964 — фінальний матч розіграшу кубка Німеччини сезону 1964 відбувся 13 червня 1964 року. У поєдинку зустрілися «Мюнхен 1860» з однойменного міста та франкфуртський ««Айнтрахт». Перемогу з рахунком 2:0 здобув «Мюнхен 1860».
| Володар Кубка Німеччини 1964 |
| ---------------------------- |
|                              |
| «Мюнхен 1860» Другий титул   |

## Учасники
| Клуб          | Участей | Роки (жирним виділено перемоги) |
| ------------- | ------- | ------------------------------- |
| «Мюнхен 1860» | 1       | 1942                            |
| «Айнтрахт»    | дебют   | дебют                           |

## Шлях до фіналу
| Раунд                                                   | Противник        | Рахунок |
| ------------------------------------------------------- | ---------------- | ------- |
| 1/16                                                    | «Вольфсбург» (Г) | 2–0     |
| 1/8                                                     | «Гессен» (Д)     | 6–1     |
| 1/4                                                     | «Шальке 04» (Д)  | 2–1     |
| 1/2                                                     | «Герта» (Д)      | 3–1     |
| (Д) = Вдома; (Г) = У гостях; (Н) = На нейтральному полі |                  |         |

| Раунд                                                   | Противник                 | Рахунок |
| ------------------------------------------------------- | ------------------------- | ------- |
| 1/16                                                    | «Боруссія» (Дортмунд) (Г) | 2–0     |
| 1/8                                                     | «Кайзерслаутерн» (Д)      | 6–1     |
| 1/4                                                     | «Оснабрюк» (Г)            | 3–1     |
| 1/2                                                     | «Альтона» (Г)             | 4–1 дч  |
| (Д) = Вдома; (Г) = У гостях; (Н) = На нейтральному полі |                           |         |

## Матч

### Деталі
| 13 червня 1964 16:00 (CET) |

| Мюнхен 1860                | 2:0      | Айнтрахт (Франкфурт-на-Майні) |
| -------------------------- | -------- | ----------------------------- |
| Коларс 43' Брунненмаєр 63' | Протокол |                               |

| Неккарштадіон, Штутгарт Глядачів: 45 000 Арбітр: Йоганнес Малька |

|  |  |

| В                |  | Петар Раденкович    |
| З                |  | Рудольф Штайнер     |
| З                |  | Манфред Вагнер      |
| ПЗ               |  | Отто Луттроп        |
| ПЗ               |  | Альфонс Штеммер     |
| ПЗ               |  | Рудольф Цайзер      |
| Н                |  | Альфред Гайсс       |
| Н                |  | Ганс Кюпперс        |
| Н                |  | Рудольф Брунненмаєр |
| Н                |  | Вілфрід Коларс      |
| Н                |  | Енгельберт Краус    |
| Головний тренер: |  |                     |
| Макс Меркель     |  |                     |

| В                |  | Егон Лой          |
| З                |  | Германн Гефер (к) |
| З                |  | Альфред Луц       |
| ПЗ               |  | Дітер Стінка      |
| ПЗ               |  | Людвіг Ландерер   |
| ПЗ               |  | Дітер Лінднер     |
| Н                |  | Лотар Шамер       |
| Н                |  | Вільгельм Губертс |
| Н                |  | Ервін Штайн       |
| Н                |  | Горст Трімгольд   |
| Н                |  | Гельмут Краус     |
| Головний тренер: |  |                   |
| Івиця Хорват     |  |                   |